# Donje Ravno
Donje Ravno – wieś w Bośni i Hercegowinie, w Federacji Bośni i Hercegowiny, w kantonie dziesiątym, w gminie Kupres. W 2013 roku liczyła 73 mieszkańców, z czego większość stanowili Serbowie.